# Hoplia mina
Hoplia mina är en skalbaggsart som beskrevs av Jacobson 1914. Hoplia mina ingår i släktet Hoplia och familjen Melolonthidae. Inga underarter finns listade i Catalogue of Life.